# Colegio de Químicos del Perú
El Colegio de Químicos del Perú (CQP), es una entidad gremial creada el 15 de agosto de 1972 mediante Decreto Ley N° 19496, encargada de representar y defender a los profesionales de la química en el país.

## Historia
Fue creado el 15 de agosto de 1972, mediante Decreto Ley Nº 19496, en la Primera fase del Gobierno Revolucionario de las Fuerzas Armadas, presidida por el general Juan Velasco Alvarado; a solicitud de la Asociación de Químicos de la Universidad Nacional Mayor de San Marcos. 

## Consejo Nacional
La orden es regida por una directiva o Consejo Nacional que se elige cada dos años. El Consejo Nacional del período 2025-2027 es el siguiente:
| Cargo         | Nombre                           |
| ------------- | -------------------------------- |
| Decano        | Jesús Américo Cjuno Huanca       |
| Vicedecana    | María Elena Pajuelo Escudero     |
| Secretaria    | Katherina Changanaqui Barrientos |
| Tesorero      | Karlo Edward Mendoza Falla       |
| Primer Vocal  | Aleni Mauricio Palpán            |
| Segundo Vocal | Gregorio Pedro Rivera Lapa       |

## Sede nacional
La sede del Consejo Nacional está en la Calle Manuel Nicolás Corpancho 181, Lima.